# Addictions: Volume 1
Pour les articles homonymes, voir Addictions.
Albums de Robert Palmer
Heavy Nova
(1988) Don't Explain
(1990)
Addictions Volume 1 est la première compilation musicale du chanteur anglais Robert Palmer. Elle est sortie en novembre 1989 sur le label Island Records et a été produite par Robert Palmer lui-même.

## Historique
Cette compilation regroupe des titres enregistrés entre 1978 et 1988. Tous les grands succès, "Every Kinda People", "Bad Case of Loving You (Doctor, Doctor)", "Addicted to Love", de l'artiste britannique sont présents sur cet album. Aucun titre des trois premiers albums de Robert Palmer n'est inclus dans cette compilation.
Elle se classa à la 7e place des charts britanniques et à la 79e place du Billboard 200 aux États-Unis et sera certifiée disque de platine au Royaume-Uni, en Australie et aux États-Unis.

## Liste des titres
| No  | Titre                                                      | Auteur                               | Durée |
| --- | ---------------------------------------------------------- | ------------------------------------ | ----- |
| 1.  | Bad Case Of Loving You (Doctor, Doctor) (de Secrets, 1979) | Moon Martin                          | 3:15  |
| 2.  | Pride (de Pride, 1983)                                     | Robert Palmer                        | 4:05  |
| 3.  | Addicted to Love (de Riptide, 1985)                        | Palmer                               | 4:21  |
| 4.  | Sweet Lies (de Sweet Lies, 1988)                           | R.Palmer / F.Blair / D.Wynn          | 3:05  |
| 5.  | Woke Up Laughing (de Sweet Lies, 1988)                     | R.Palmer                             | 4:06  |
| 6.  | Looking For Clues (de Clues, 1980)                         | R.Palmer                             | 4:54  |
| 7.  | Some Guys Have All The Luck (de Maybe It's Live, 1982)     | J.Fortang                            | 3:06  |
| 8.  | Some Like It Hot (de Power Station, 1985)                  | R.Palmer / Andy Taylor / John Taylor | 5:05  |
| 9.  | What's It Take ? (de Secrets, 1979)                        | R.Palmer                             | 3:28  |
| 10. | Every Kinda People (de Double Fun, 1978)                   | Andy Fraser                          | 3:26  |
| 11. | Johnny and Mary (de Clues, 1980)                           | R.Palmer                             | 4:05  |
| 12. | Simply Irresistible (de Heavy Nova, 1988)                  | R.Palmer                             | 4:18  |
| 13. | Style Kills (de Maybe It's Live, 1982)                     | R.Palmer / Gary Numan                | 4:16  |

## Charts et certifications
| Pays             | Durée du classement | Meilleur classement |
| ---------------- | ------------------- | ------------------- |
| Allemagne        | 12 semaines         | 32e                 |
| Australie        | 21 semaines         | 10e                 |
| Canada           | 10 semaines         | 60e                 |
| États-Unis       | 17 semaines         | 79e                 |
| Nouvelle-Zélande | 19 semaines         | 3e                  |
| Royaume-Uni      | 17 semaines         | 7e                  |

| Pays        | Certification | Ventes      | Date       |
| ----------- | ------------- | ----------- | ---------- |
| Australie   | Platine       | 70 000 +    | 1990       |
| États-Unis  | Platine       | 1 000 000 + | 20/03/1996 |
| Royaume-Uni | Platine       | 300 000 +   | 06/12/1989 |